# Riotintoïta
La riotintoïta és un mineral que presenta alumini, sofre, oxigen i hidrogen en la seva composició química. Es troba relacionat químicament amb diferents minerals segons el que s'ha descrit a la seva localitat tipus: aluminita, felsőbányaïta, hydrobasaluminita, jurbanita, mangazeïta, meta-aluminita, rostita, schlossmacherita, werthemanita, winebergita i zaherita. Va ser aprovat per l'IMA l'any 2015.

## Característiques
La riotintoïta és un mineral de fórmula química Al(SO₄)(OH)·3H₂O. Cristal·litza en el sistema triclínic.

## Formació i jaciments
El mineral va ser descrit a la mina La Vendida (Mina Rio Tinto), a la Província d'Antofagasta, Xile. El mineral tipus es troba dipositat al Museu Mineralògic Fersman, de l'Acadèmia Russa de les Ciències, amb el codi de registre 4774/1